# Monastère de Liên Tâm
Le monastère bouddhiste de Liên Tâm (en finnois : Liên Tâm buddhalaisluostari), anciennement connu sous le nom de Temple du cœur de l'espoir (en finnois : Lootuksen sydämen temppeli), est un monastère bouddhiste situé dans le quartier de Moisio, à Turku, en Finlande, inauguré au cours de l'été 2013.

## Présentation
Le monastère est fondé par la communauté bouddhiste vietnamienne de Finlande et constitue le premier temple bouddhiste de Finlande. Liên Tâm est construit en grande partie grâce aux dons et au travail bénévole des membres de la communauté bouddhiste vietnamienne finlandaise. Pendant la période de construction, le temple est victime à plusieurs reprises d'actes de vandalisme. Le plus important d'entre eux est une tentative d'incendie criminel, après laquelle la ville de Turku accorde une subvention à la communauté,.
En 2014, une statue de marbre de quatre mètres de haut et pesant près de dix tonnes est érigée dans la cour du temple. Cette statue représente le dieu de la compassion Avalokiteśvara (vietnamien : Quán Thế Âm),,. La construction du monastère débute en 2005 et est toujours en cours.
Le maître spirituel et responsable du monastère est Thich Hanh Bao, un enseignant de la 42e génération de l'école zen Rinzai.
En plus du bouddhisme zen, le monastère pratique également le bouddhisme de la Terre pure.